# HMS Elephant (1786)
Pour les autres navires du même nom, voir HMS Elephant.
Le HMS Elephant est un vaisseau de 74 canons en service dans la Royal Navy pendant les guerres de la Révolution française et de l'Empire. Il participe notamment à la bataille de Copenhague en 1801 comme navire-amiral d'Horatio Nelson.

## Conception et construction
Le HMS Elephant est le septième des douze navires de la classe Arrogant. Commandé le 27 décembre 1781 et construit par le chantier George Parsons de Bursledon à partir de février 1783, il est lancé le 24 août 1786. Long de 168 pieds (soit environ 51 m), large de 46 pieds et 9 pouces (soit environ 14,25 m) et d'un tirant d'eau de 19 pieds et 9 pouces (soit environ 6,02 m), il déplace 1 616 tons.
Le pont-batterie principal est armé avec 28 canons de 32 livres et le pont-batterie supérieur avec 28 canons de 18 livres. Le navire embarque de plus 14 canons de 9 livres sur ses bastingages et 4 canons de 9 livres sur son gaillard d'avant. L'ensemble totalise 74 canons et une bordée de 1 562 livres.

## Service actif

La bataille de Copenhague

En 1801, le HMS Elephant est assigné à la flotte de la Baltique commandée par l'amiral Hyde Parker. Il est alors commandé par le capitaine Thomas Foley. Le plan de bataille conçu par Nelson pour détruire la flotte danoise exigeant de se frayer un passage dans les hauts-fonds aux alentours de Copenhague, celui-ci décide de transférer sa marque du HMS St George sur le HMS Elephant au tirant d'eau inférieur. Pendant la bataille, le vaisseau affronte le vaisseau-amiral danois, le Danebrog.
Le navire est ensuite envoyé aux Antilles, où il capture, au sein d'une division confiée au capitaine Bayntun, les corsaires Poisson volant et Supérieure.

## Dernières années
En 1818, le HMS Elephant est rasé en un vaisseau de quatrième rang armé de 58 canons puis est démoli en 1830.